# قبل الأوان (مسلسل)
قبل الأوان، مسلسل إماراتي. من إنتاج عام 2014.